# Who Feels Love?
"Who Feels Love?" é uma música da banda britânica de rock Oasis lançada em 2000. Foi escrita pelo guitarrista Noel Gallagher. A música tornou-se o segundo single do álbum Standing on the Shoulder of Giants a ser lançada, chegando ao quarto lugar nas paradas britânicas. Embora esse single tenha sido um sucesso, não atingiu grandes certificações de venda no Reino Unido - ao contrário dos 12 singles anteriores lançados pela banda. 
O álbum Standing on the Shoulder of Giants foi marcado por um psicodelismo, e "Who Feels Love?" foi considerada o exemplo máximo disso. Mark Stent foi elogiado por sua produção na canção, criando uma sensação "trippy" na música, como encontrada em "Rain" dos Beatles. Com o som psicodélico oriental, a música também lembra "Within You Without You" de George Harrison e mais alguns de seus trabalhos solo. 

## Lista de faixas
- CD RKIDSCD 003

1. "Who Feels Love?" - 5:45
2. "One Way Road" - 4:03
3. "Helter Skelter" (John Lennon/Paul McCartney) - 5:51

- 7" RKID 003

1. "Who Feels Love?" - 5:45
2. "One Way Road" - 4:03

- 12" RKID 003T

1. "Who Feels Love?" - 5:45
2. "One Way Road" - 4:03
3. "Helter Skelter" (John Lennon/Paul McCartney) - 5:51

- Cassete RKIDCS 003

1. "Who Feels Love?" - 5:45
2. "One Way Road" - 4:03

- CD Japonês ESCA 8133

1. "Who Feels Love?" - 5:44
2. "One Way Road" - 4:03
3. "Gas Panic!" (demo) - 6:39

## Paradas musicais
| País/Parada (2000)                    | Melhor posição |
| ------------------------------------- | -------------- |
| Europa (Eurochart Hot 100)            | 19             |
| Alemanha (Offizielle Deutsche Charts) | 94             |
| Islândia (Íslenski Listinn Topp 40)   | 31             |
| Irlanda (IRMA)                        | 15             |
| Itália (FIMI)                         | 16             |
| Países Baixos (Single Top 100)        | 57             |
| Escócia (Scottish Singles Chart)      | 3              |
| Espanha (PROMUSICAE)                  | 7              |
| Suíça (Schweizer Hitparade)           | 66             |
| Reino Unido (UK Singles Chart)        | 4              |
| Reino Unido (OCC UK Indie)            | 1              |